# Главен инспекторат на Бразилия
Главният инспекторат на Бразилия (Controladoria-Geral da União (CGU)) е орган на федералното правителство. Оказва съдействие на президента на Бразилия по въпроси, които в рамките на изпълнителната власт касаят защитата на публичните финанси и насърчаването на прозрачното управление чрез осъществяване на вътрешен контрол, публични одити, налагане на корективни и дисциплинарни мерки, осъществяване на превенция и борба срещу корупцията, и координация на дейността на Службата на омбудсмана. Като орган на централната власт Главният инспекторат отговаря и за техническия контрол върху всички органи на правителството и службите на омбудсмана чрез изработване на система за вътрешен контрол и система за поведение, и чрез прилагане на техническо ръководство за тяхното изпълнение.

## История
Главният инспекторат е създаден на 21 април 2001 като Главна федерална корежедория, пряко подчинена на президента. Първоначално агенцията е натоварена със задачата да се бори с корупцията и измамите в органите на изпълнителната власт и да осъществява защита на публичните финанси, с които тези органи се разпореждат.
През 2002 г. чрез Декрет 4117 от 28 май съществуващите дотогава Секретариат за федерален вътрешен контрол и Комисия за координиране на вътрешния контрол се обединяват под шапката на Главния федерален инспекторат. Същият декрет прехвърля контрола върху дейността на Службата на омбудсмана от Министерството на правосъдието към Главния федерален инспекторат.
На 28 май 2003 г. специален закон променя името на Главния федерален инспекторат на Главен инспекторат и издига статуса на ръководещия го Главен контрольор до Министър по контрола и прозрачността, който е член на кабинета на президента.
Главният инспекторат е закрит от президента Мишел Темер с декрет от 12 май 2016 г., като функциите му преминават към новосъздаденото Министерство на прозрачността, отчетността и главния инспекторат на Съюза. През 2019 г президентът Жаир Болсонаро възобновява инспектората като самостоятелен орган със старото му название Главен инспекторат на Съюза.

## Одити и инспекции
Сред основните задължения на Главния инспекторат е това да извършва одити и други дейности, целящи да проверят начина, по който се изразходват публичните средства. Тази дейност на Главния инспекторат се осъществява от Секретариата за федерален вътрешен контрол – орган на Главния инспекторат, който извършва оценка на изпълнението на федералния бюджет и на прилагането на федералните правителствени програми и извършва одити върху управлението на федералните средства, с които се разпореждат публичните и частните организации и агенции.

## Превенция на корупцията
Освен с разкриването на случаи на корупция в системата на изпълнителната власт, Главният инспекторат има отговорността да развива механизми, предотвратяващи появата на корупционни практики. Тези задачи се изпълняват от Секретариата по превенция на корупцията и стратегическа информация. Както подсказва името му, този секретариат фокусира дейността си върху два основни стълба – превенцията на корупцията и обработката на стратегическата информация. Първият стълб се състои от дейности, целящи подобрение на механизмите, подсилващи цялостната система на органите на изпълнителната власт с помощта на превенция на корупцията във федералната администрация. Обработката на стратегическа информация е механизъм за събиране на данни за разследвания и обмяна на информация за целите на сътрудничеството между различните органи на Главния инспекторат, а в частност и за събирана на информация за незаконни действия, прикрити с актове, договори и административни процедури. Обработката на стратегическата информация има и за цел да предпази Инспектората от неоторизиран достъп до класифицираната информация и нейното разпространение.

## Дисциплинарни действия
Дисциплинарните действия са едни от ключовите правомощия на Главния инспекторат. Те обединяват система от мерки насочени към разкриване на незаконни дейности, извършвани от държавни служители, и прилагане на съответстващите им дисциплинарни наказания. Политиката на Главния инспекторат в областта на дисциплинарните мерки се прилага от Националния дисциплинарен съвет към Главния инспекторат.